# Wish (album The Cure)
Wish – dziewiąty studyjny album brytyjskiego zespołu The Cure wydany w 1992 roku.
Jest to ostatni album, na którym grają Porl Thompson i Boris Williams oraz pierwszy, na którym gra Perry Bamonte. Specjalny gość, Kate Wilkinson, gra na altówce w utworze "To Wish Impossible Things".
Chociaż album nie został przez krytyków oceniony tak dobrze, jak jego poprzednik, "Disintegration", zyskał największy komercyjny sukces spośród albumów The Cure – dotarł na szczyt notowania w Wielkiej Brytanii, a w Stanach Zjednoczonych, gdzie sprzedał się w ilości 1,2 mln egzemplarzy, dostał się na drugie miejsce.
Drugi singel z tego albumu, "Friday I’m in Love", szybko stał się jedną z najpopularniejszych piosenek zespołu (6. miejsce w Wielkiej Brytanii, 18. miejsce w Stanach Zjednoczonych). Stało się to głównie za sprawą jego wesołego nastroju (tak innego od większości poprzednich dokonań zespołu), dzięki któremu trafił do większego grona odbiorców. Singel dotarł na 1. miejsce notowania w Afryce Południowej
W wyemitowanym 13 kwietnia 2018 na antenie BBC Radio 6 Music wywiadzie z Robertem Smithem, lider zespołu poinformował, iż gotowa jest już wersja Deluxe Edition albumu. Nie przytoczył jednak żadnych szczegółów na temat jej zawartości, ani przybliżonej daty wydania.

## Lista utworów
Wszystkie piosenki napisane przez Bamontego, Gallupa, Smitha, Thompsona i Williamsa.
1. "Open" – 6:51
2. "High" – 3:37
3. "Apart" – 6:40
4. "From the Edge of the Deep Green Sea" – 7:44
5. "Wendy Time" – 5:13
6. "Doing the Unstuck" – 4:24
7. "Friday I’m in Love" – 3:39
8. "Trust" – 5:33
9. "A Letter to Elise" – 5:14
10. "Cut" – 5:55
11. "To Wish Impossible Things" – 4:43
12. "End" – 6:46

### Dodatkowe utwory
Lost Wishes (EP)

## Twórcy
- Robert Smith – gitara basowa, gitara, instrumenty klawiszowe, śpiew, sześciostrunowa gitara basowa Fender VI
- Perry Bamonte – sześciostrunowa gitara basowa Fender VI, gitara, instrumenty klawiszowe
- Simon Gallup – gitara basowa, instrumenty klawiszowe
- Porl Thompson – gitara
- Boris Williams – instrumenty perkusyjne, perkusja

oraz
- Kate Wilkinson – altówka

## Produkcja
- Producenci: Dave Allen, The Cure
- Inżynierowie: Dave Allen, Steve Whitfield
- Inżynier pomocniczy: Chris Bandy
- Miksowanie: Mark Saunders
- Miksowanie (asystenci): Andy Baker, William Parry, Danton Supple, Mark Warner
- Okładka albumu: Parched Art (Porl Thompson i Andy Vella)

## Notowania na listach muzycznych
Album – Billboard (Ameryka Północna)
| Rok  | Lista         | Pozycja |
| ---- | ------------- | ------- |
| 1992 | Billboard 200 | 2       |

Single – Billboard (Ameryka Północna)
| Rok  | Singel               | Lista                              | Pozycja |
| ---- | -------------------- | ---------------------------------- | ------- |
| 1992 | "Friday I’m in Love" | Hot Dance Music/Club Play          | 32      |
| 1992 | "Friday I’m in Love" | Hot Dance Music/Maxi-Singles Sales | 29      |
| 1992 | "Friday I’m in Love" | Mainstream Rock Tracks             | 21      |
| 1992 | "Friday I’m in Love" | Modern Rock Tracks                 | 1       |
| 1992 | "Friday I’m in Love" | The Billboard Hot 100              | 18      |
| 1992 | "High"               | Hot Dance Music/Club Play          | 22      |
| 1992 | "High"               | Hot Dance Music/Maxi-Singles Sales | 27      |
| 1992 | "High"               | Modern Rock Tracks                 | 1       |
| 1992 | "High"               | Billboard Hot 100                  | 42      |
| 1992 | "A Letter to Elise"  | Modern Rock Tracks                 | 2       |